# Dance Club Songs
La Hot Dance Club Play è una speciale classifica del settimanale statunitense Billboard. È anche conosciuta come la Club Play Singles e, precedentemente, come la Hot Dance Club Songs.
Settimanalmente viene stilata una classifica delle canzoni più popolari nelle discoteche e club statunitensi, in base alle playlist stilate da DJ scelti appositamente da Billboard (i cosiddetti "Billboard-reporting DJs").

## Storia
La categoria Hot Dance Club Play ha subito diverse modifiche sin dalla sua nascita nel 1974. Originariamente fu stilata una lista di 10 brani fra i più acclamati dal pubblico nelle discoteche newyorkesi: il 26 ottobre 1974 questa classifica venne resa nota come la Disco Action. La classifica subiva variazioni settimanali in base alle scelte e preferenze delle cittadine nello Stato di New York. Questo fu il criterio adottato per tutto il 1974, 1975 e parte del 1976, finché il 26 agosto 1976 la classifica venne trasformata nella National Disco Action Top 30, una classifica di 30 brani.
La classifica si allargò a 40 brani, poi nel 1979 divenne di 60 brani, successivamente di 80, per poi culminare a 100 brani nel 1981. Poco dopo fu deciso di riportare la classifica a 80 brani, scelta che perdurò fino al 16 marzo 1985, dopodiché la classifica venne divisa e rinominata.
Apparverò così due diverse classifiche: la Hot Dance/Disco, che raccoglieva in le 50 canzoni più acclamate in discoteca, e la Hot Dance Music/Maxi-Singles Sales, che raccoglieva in i 50 brani (in diverso formato) più venduti.
Oggigiorno queste due classifiche esistono ancora, l'una sotto il nome di Hot Dance Club Play e l'altra sotto il nome di Hot Dance Single Sales.
Nel 2003 Billboard introdusse anche la classifica Hot Dance Airplay, basata sui brani più trasmessi dalle 7 radio monitorate dalla Nielsen Broadcast Data Systems. Queste stazioni collaborano anche per la stesura della Hot 100.

## Artisti maggiormente presenti in posizione numero 1

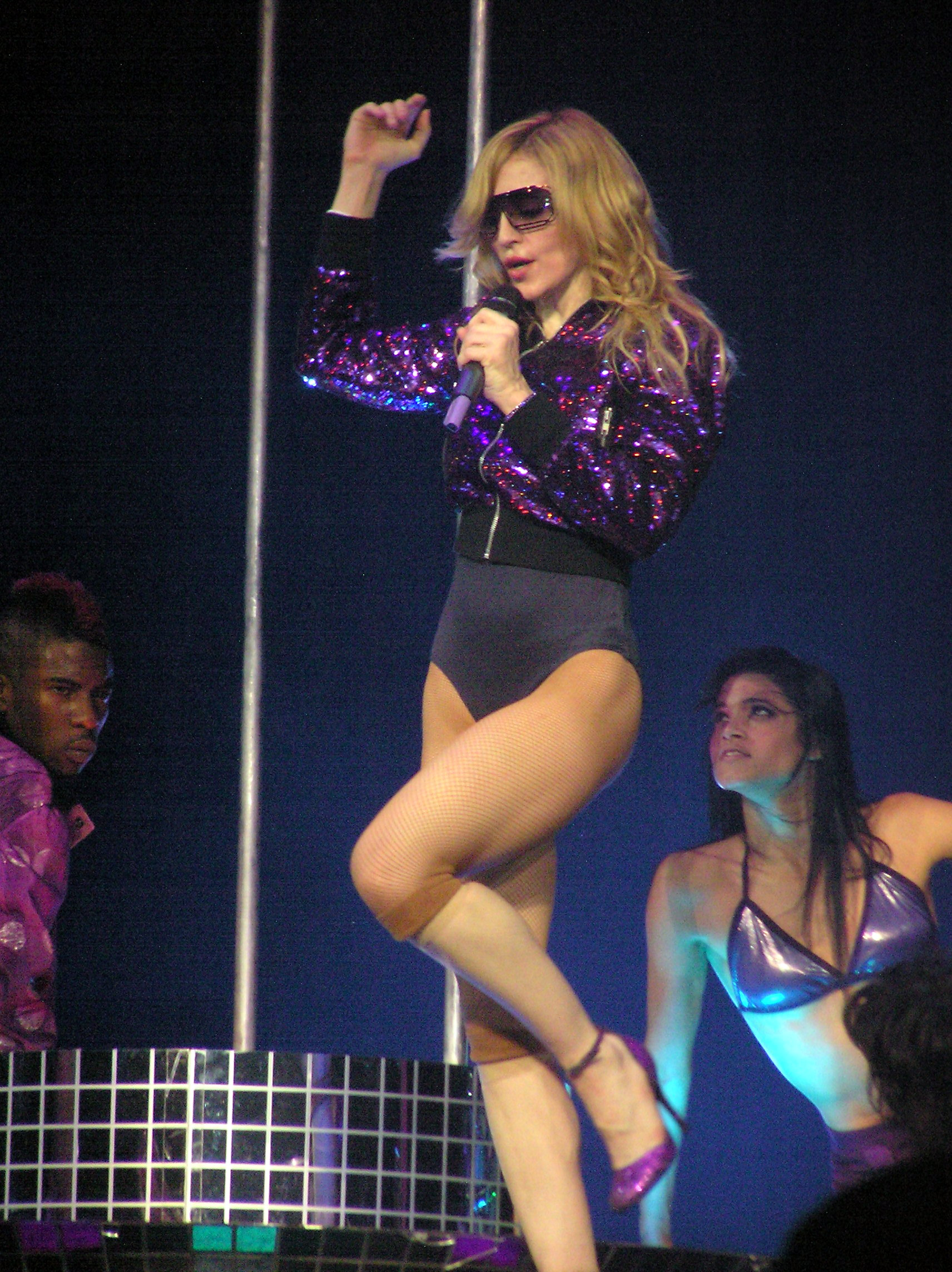
La cantante statunitense Madonna è l'artista con più brani alla numero 1 della classifica Hot Dance Club Play

Gli artisti che hanno collezionato più numero 1 sono:
1. Madonna - 50[3]
2. Rihanna - 33[4][5]
3. Beyoncé - 22[3]
4. Janet Jackson - 20[6]
5. Katy Perry - 19[6]
6. Jennifer Lopez - 18[7]
7. Mariah Carey - 17[3] =   Kristine W - 17[3]
8. Donna Summer - 16[8]
9. Lady Gaga - 15[9]
10. Whitney Houston - 14[10]
11. Enrique Iglesias - 14[10]
12. Kylie Minogue - 14[10]
13. Pitbull - 14[10]
14. Deborah Cox - 12[10]
15. Depeche Mode - 10[10]
16. David Guetta - 10[10]
17. Pet Shop Boys - 10[10]
18. Britney Spears - 09[10]
19. Christina Aguilera - 09
20. Prince - 09[10]
21. Cher - 08[10]
22. Michael Jackson - 08[10]
23. C+C Music Factory - 08[10]
24. Kim English - 08[10]
25. Crystal Waters - 08[10]

## Records
- Il primo singolo formato 12 pollici pubblicato fu Ten Percent dei Double Exposure nel 1976.[11]
- La prima hit della "Billboard's Disco Action chart" fu Never Can Say Goodbye di Gloria Gaynor nel 1974.[11]
- La prima hit della "Billboard's National Disco Action Top30" fu You Should Be Dancing dei Bee Gees nel 1976.[11]
- I brani che hanno speso più tempo di tutti in vetta alla classifica furono Bad Luck di  Harold Melvin & the Blue Notes nel 1975 e Thriller di Michael Jackson nel 1982. Entrambi restarono in cima alla classifica per 11 settimane.
- Madonna detiene il record assoluto per il maggior numero di singoli nella classifica,[12] il maggior numero di singoli nella top-twenty,[12] il maggior numero di singoli nella top-ten[12] ed il maggior numero di settimane passate alla prima posizione (ben 73).[13]
- The Trammps sono gli unici artisti ad aver conquistato la cima ed essere spodestati dalla cima da un loro stesso brano (si tratta del brano That's Where the Happy People Go che nel 5 giugno 1976 venne rimpiazzato con Disco Party.
- Il brano One Word di Kelly Osbourne entrò in classifica il 18 giugno 2005 ed è entrato alla storia come la prima canzone ad aver conquistato simultaneamente la cima delle classifiche Hot Dance Club Play, Hot Dance Singles Sales e Hot Dance Airplay.
- Le prime 9 entrate in classifica di Kristine W furono tutte in prima posizione. Lei infatti detiene il record della "più lunga serie ininterrota di numero uno", interrotta nel 2006 con il suo brano I'll Be Your Light che si piazzò alla posizione numero 2. Nella sua discografia ogni singolo eccetto quest'ultimo è difatti piazzato in cima alla classifica.
- LeAnn Rimes è la prima artista country ad aver conquistato la prima posizione. Tale primato fu stabilito il 28 febbraio 2009 col singolo What I Cannot Change.
- I Pet Shop Boys, fino a settembre 2011, furono l'unico gruppo musicale ad essere presente nella classifica con 10 canzoni numero 1. Tutti gli altri artisti presenti in classifica erano "solisti". Oltre a ciò, i Pet Shop Boys sono il primo artista "non solista" in assoluto ad aver raggiunto la quota 10 canzoni. Entrambi questi record furono stabiliti con il brano Did You See Me Coming?.
- Sempre i Pet Shop Boys detengono il singolare primato di essere stati i primi e unici artisti non-americani ad essere presenti nella Top10 della classifica: mentre tutti i nomi riportati sopra sono nativi del continente americano, i Pet Shop Boys sono inglesi.
- Lady Gaga è passata alla storia come l'artista "più veloce" nel piazzare dieci suoi brani alla posizione numero uno: in due anni, cinque mesi e tre settimane, Lady Gaga ha battuto il precedente record detenuto da Rihanna di quattro anni e cinque mesi.[14]
- Gli unici album a contenere il maggior numero di numero uno (ben sei) sono I Am... Sasha Fierce di Beyoncé e Teenage Dream di Katy Perry.
- Kylie Minogue nel febbraio 2011 ha ottenuto il primato di essere la prima artista ad avere due canzoni nella Top 3 della classifica. Le canzoni che le permisero di ottenere questo primato sono Better than Today e Higher.
- Il 2012 è un anno particolarmente importante nella classifica Dance in quanto l'intera Top10 degli artisti con maggiori hit numero 1 in classifica, è composta tutta da donne (l'ultima presenza maschile fu quella dei Pet Shop Boys fino all'ottobre 2011).